# Plectrophora alata
Plectrophora alata är en orkidéart som först beskrevs av Robert Allen Rolfe, och fick sitt nu gällande namn av Leslie Andrew Garay. Plectrophora alata ingår i släktet Plectrophora och familjen orkidéer. Inga underarter finns listade i Catalogue of Life.